# Alexis Jenni
Alexis Jenni (Lyon, 1963) es un escritor francés, galardonado con el Premio Goncourt en 2011 por su primera novela, El arte francés de la guerra.

## Biografía
Alexis Jenni pasó su infancia y estudió en Belley, en la región de Bugey, departamento de Ain. Es profesor de Sciences de la vie et de la Terre (Ciencias de la vida y de la Tierra) en el Liceo Saint-Marc de Lyon. Su primera novela publicada, L'Art français de la guerre, recogió numerosos elogios. También recibió críticas negativas, incluso hostiles, como en Les Inrocks, donde Nelly Kaprièlian señalaba que el premio a la novela de Jenni era «una derrota de la literatura». Con esta primera novela figuró en la primera selección que hizo el jurado del Premio Medici el 12 de septiembre de 2011, así como la anunciada tres días después por el jurado del Premio Femina. Finalmente, recibió el Premio Goncourt 2011.

## Obras
- Alexis Jenni (2011). L'Art français de la guerre. Blanche (en francés). París: Editions Gallimard. pp. 640. ISBN 978-2-07-013458-8.[4]
- — (2013). Élucidations. 50 anecdotes. Blanche (en francés). París: Éditions Gallimard. ISBN 978-2-07-014205-7.